# Черезара
Черезара (італ. Ceresara) — муніципалітет в Італії, у регіоні Ломбардія, провінція Мантуя.
Черезара розташована на відстані близько 410 км на північ від Рима, 110 км на схід від Мілана, 22 км на північний захід від Мантуї.
Населення — 2695 осіб (2014).
Щорічний фестиваль відбувається 3 лютого. Покровитель — святий Власій.

## Демографія
Населення за роками:

Станом на 1 січня 2023 року в муніципалітеті офіційно проживав 241 іноземець з 26 країн, серед них 33 громадяни країн Євросоюзу та 16 громадян України.

## Сусідні муніципалітети
- Казалольдо
- Кастель-Гоффредо
- Гацольдо-дельї-Іпполіті
- Гоїто
- Гуїдіццоло
- Медоле
- Пьюбега
- Родіго